# Gazmend Kapllani

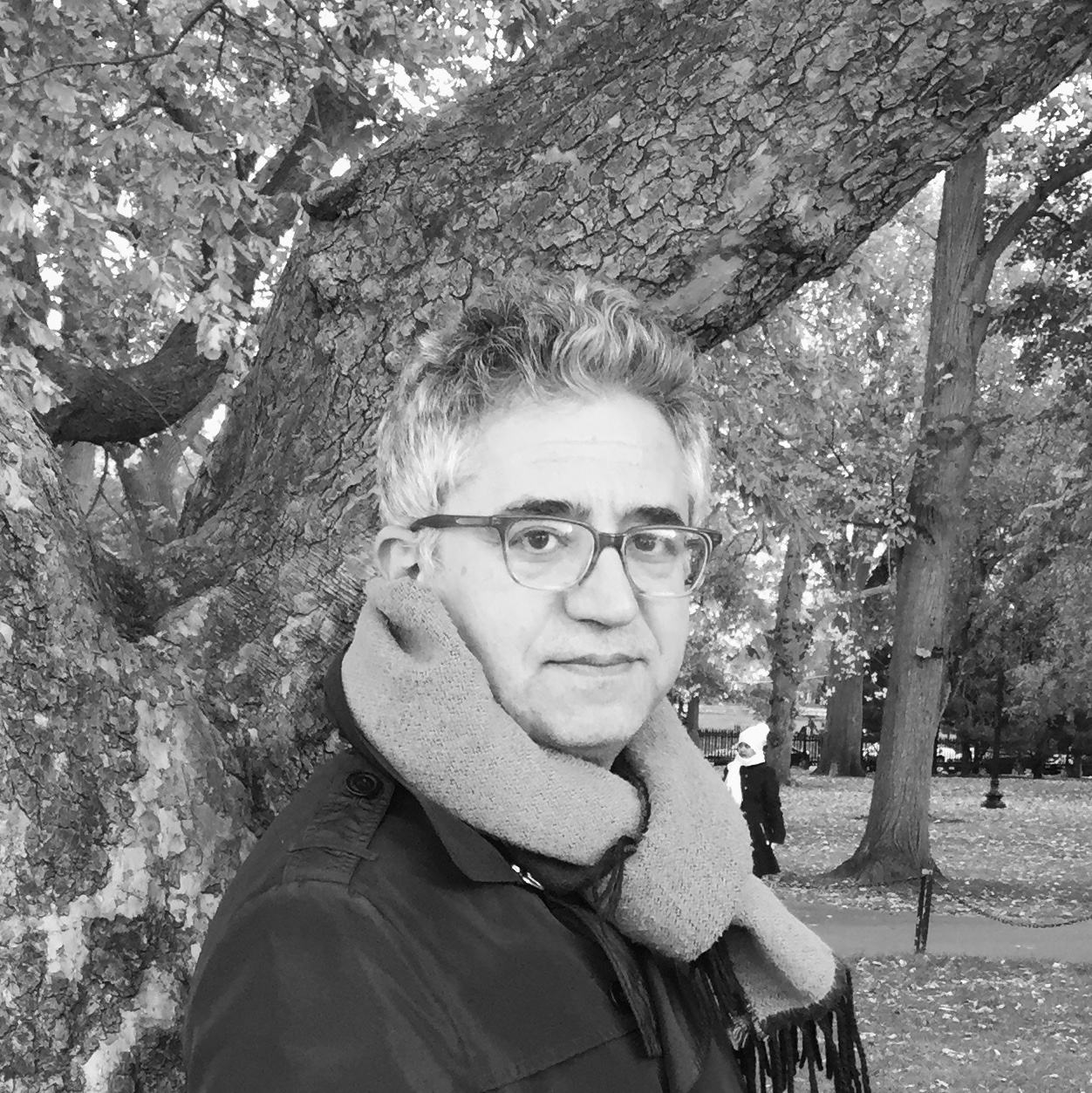
Gazmend Kapllani (2016)

Gazmend Kapllani (* 1. August 1967 in Lushnja, Sozialistische Volksrepublik Albanien) ist ein albanischer Schriftsteller, Journalist und Hochschuldozent. Sein bekanntestes und bisher einziges ins Deutsche übersetzte Buch ist Unentbehrliches Handbuch zum Umgang mit Grenzen. Kapllani lebt in Chicago in den Vereinigten Staaten.

## Biographie
Die Familie Kapllani wurde von der kommunistischen Regierung unter dem Diktator Enver Hoxha vertrieben und umgesiedelt. 1991, als der Widerstand gegen das Regime stärker wurde, organisierte Kapllani eine politische Versammlung in Lushnja. Danach musste er sich vor der politischen Polizei verstecken und floh schließlich nach Griechenland. In Athen machte Kapllani seinen Bachelor in Philosophie an der Nationalen und Kapodistrias-Universität Athen und promovierte in Politikwissenschaft und Geschichte an der Pantion-Universität Athen, mit einer Doktorarbeit über das Bild der Albaner in der griechischen Presse und das der Griechen in der albanischen Presse.
Von 2005 bis 2010 unterrichtete er Geschichte und Kultur Albaniens an der Pantion-Universität. 2015, nach 24 Jahren in Griechenland, erklärte Kapllani, das Land für immer verlassen zu wollen, und führte als Gründe die systematische Ungleichbehandlung durch bestimmte Elemente der griechischen Polizei, Drohungen neo-faschistischer Gruppen sowie die Ablehnung seines Einbürgerungsantrages durch die griechischen Behörden an. Er siedelte in die USA über. Dort war Kapllani fellow am Radcliffe Institute for Advanced Study an der Harvard University und unterrichtete am Emerson College in Boston, Massachusetts. Aktuell lehrt er an der DePaul University in Chicago.

## Publizistische Aktivitäten
1993 publizierte Kapllani einen ersten Gedichtband auf Albanisch.
Von 2001 bis 2011 war Kapllani freier Mitarbeiter der griechischen Zeitung Ta Nea in Athen. Er schrieb auch wöchentliche Kolumnen für die albanischen Zeitungen Shekulli und Standard.
2006 veröffentlichte Kapllani auf Griechisch seinen ersten Roman Unentbehrliches Handbuch zum Umgang mit Grenzen, der Szenen aus dem kommunistischen Albanien mit der autobiographisch gefärbten Erzählung seiner Flucht nach Griechenland im Jahr 1991 verbindet. Das Buch wurde auf Griechisch, Albanisch, Englisch, Französisch, Italienisch und 2020 auch auf Deutsch veröffentlicht. Ein weiterer Roman aus dem Jahr 2012 handelt von einem albanischen Schriftsteller in Griechenland, der in seine Heimat zurückkehrt, um das Leben seines Vaters zu rekonstruieren. Ein weiteres Buch erschien 2017 und ist ein Appell an ein vereintes Europa.
Mehrere englischsprachige Tageszeitungen veröffentlichten lobende Rezensionen:

“Kapllani's laconic memoir is cringingly funny, but it also shows the suffering of Albanians who crossed into Greece in the 1990s.”

„Kapllanis lakonische Erinnerungen sind erschreckend komisch, aber zeigen auch das Leid der Albaner, die in den 1990er Jahren nach Griechenland gingen.“

“[The novel] combines the wittily mischievous eye for absurdity of George Mikes's How to be an Alien with the philosophical insight of Milan Kundera”

„[Das Werk] verbindet den geistreich-verschmitzten Blick für das Absurde von George Mikes "How to be an Alien" (deutsch: England für Anfänger oder „How to be an Alien“) mit der philosophischen Einsicht von Milan Kundera.“

“[The novel is] an unusual bestseller … adopted as an unofficial textbook in schools with immigrant pupils.”

„[Das Werk ist] ein ungewöhnlicher Bestseller …, das in Schulen mit eingewanderten Schülern als inoffizielles Lehrbuch verwendet wird.“

Kapllanis grenzüberschreitende Erfahrungen wurden in wissenschaftlichen Publikationen zur Migration in Europa zitiert.